# Ovidiana Sulmona
L'Associazione Sportiva Dilettantistica Ovidiana Sulmona, nota semplicemente come Ovidiana Sulmona, è una società calcistica italiana con sede nella città di Sulmona, in provincia dell'Aquila. Milita in Eccellenza, quinta divisione del campionato italiano.
Nella sua storia il Sulmona ha partecipato a 3 campionati di Serie C e 28 di Serie D, e vinto una Coppa Italia Dilettanti Abruzzo. Disputa le partite interne nello Stadio Francesco Pallozzi di Sulmona (1 411 posti).

## Storia

### S.S. Sulmona Calcio 1921
Fondata nel 1921, la sua storia sportiva è caratterizzata da una continua alternanza tra i massimi campionati dilettantistici e semi-professionistici nazionali (Serie C, IV Serie, Serie D, Interregionale) ed i tornei regionali abruzzesi.
Raggiunge l'apice nella stagione 1946-1947, quando arriva 5º in Serie C nel girone F (Lega Interregionale Centro).
Nella stagione 1991-1992 vince il girone G nel campionato Interregionale. A causa della riforma della Serie C, in quell'annata il numero delle promozioni è limitato ed il Sulmona è costretto a disputare lo spareggio per la Serie C2 contro il Sora, vincitore del girone H. Nel doppio confronto il Sulmona viene eliminato dopo uno 0-0 in casa (gara disputata allo Stadio Adriatico di Pescara) ed una sconfitta per 2-0 in trasferta (a Frosinone).
Dopo la mancata promozione tra i professionisti inizia un lento ma inesorabile declino che porta la squadra a sprofondare addirittura in Prima Categoria dopo la retrocessione del 2004-2005 dalla Promozione Abruzzo.
Nel 2008 la società non viene iscritta a nessun campionato, cessando quindi la sua attività.

### A.S.D. San Nicola Sulmona
Fondata nel 2005 come A.S.D. San Nicola Sulmona, acquisisce dalla società sportiva Aielli (confluita nella Valle del Giovenco) il titolo sportivo per disputare il campionato di Promozione, e si propone subito come massima rappresentativa calcistica cittadina nella stessa stagione in cui il Sulmona Calcio 1921 milita invece in Prima Categoria.
La prima annata è contrassegnata dalla retrocessione in Prima Categoria, dove nella stagione 2006-2007 si assiste ad un'insolita stracittadina con il Sulmona Calcio 1921 vinta per 1-0 all'andata e pareggiata a reti bianche al ritorno. Dopo un solo anno di transizione in Prima Categoria abruzzese inizia immediatamente la risalita, grazie a due promozioni consecutive che portano la squadra in Eccellenza nel 2008-2009.
Nella stagione del ritorno in Eccellenza il San Nicola Sulmona disputa un campionato di vertice, chiudendo al 3º posto in classifica e vincendo i play-off regionali, dove supera prima il Penne in semifinale e poi il Castel di Sangro nella finale sul neutro di Celano vinta per 1-0 grazie alla rete di Maurizio Tacchi nei supplementari. Alle fasi nazionali viene però sconfitto dal Selargius (0-3 in casa e 0-0 in trasferta).
Iniziano una serie di vicissitudini societarie; nel 2009-2010 la squadra retrocede in Promozione, dove resta però un solo anno, vincendo il campionato 2010-2011 con la nuova denominazione A.S.D. A.C. Sulmona 2010. Questo resterà l'ultimo campionato ad essere stato disputato con la denominazione di A.S.D. A.C. Sulmona 2010 (ex A.S.D. San Nicola Sulmona Calcio).

### A.S.D. Sulmona Calcio 1921
Dopo aver acquisito il titolo sportivo del San Nicola Sulmona nell'estate 2011 il Sulmona si iscrive al campionato di Eccellenza Abruzzo con la denominazione di A.S.D. Sulmona Calcio 1921, riprendendo quindi il nome della storica squadra cittadina scomparsa nel 2008.
Nell'annata 2011-2012, battendo in finale di Coppa Italia Eccellenza Abruzzo la Rosetana con un bel 4-1, il Sulmona conquista per la prima volta nella sua storia questo trofeo. Nel prosieguo della competizione a livello nazionale, con in palio la promozione diretta in Serie D, il Sulmona viene però eliminato negli ottavi di finale dal Termoli senza perdere fra andata e ritorno (0-0 in Molise e successivo 1-1 in casa, ma sul neutro di Francavilla al Mare fra le polemiche).
Nella stessa stagione la squadra biancorossa chiude il campionato al 4º posto ed ottiene il diritto a disputare i play-off per giocarsi la promozione in Serie D arrivando sino alla finale nazionale dove viene eliminata dagli umbri del Casacastalda.

### Il ritorno in Serie D e la seguente retrocessione
Nell'annata 2012-2013 il Sulmona, dopo averla sfiorata nella stagione precedente, conquista la promozione in Serie D al termine di un cammino che lo vede trionfare nel massimo campionato regionale, avendo la meglio sul più quotato Giulianova.
Dopo qualche difficoltà iniziale il Sulmona si rende partecipe di una rapida risalita contornata da ben 10 successi consecutivi, fatto che costituisce un record nella storia del campionato di Eccellenza abruzzese. La matematica vittoria arriva con due giornate di anticipo, legittimando la supremazia ovidiana ostentata nel corso dell'intera stagione e mettendo la parola fine su un campionato dominato per quasi tutto il suo corso. Il Sulmona si fa valere anche in Coppa Italia Dilettanti Abruzzo dove riesce quasi nell'intento di bissare il titolo vinto l'anno precedente, venendo però sconfitto in finale dal Casalincontrada nella lotteria dei calci di rigore.
La stagione 2013-2014 inizia con un girone di andata che porta il Sulmona a lottare per le prime posizioni, ma, in conseguenza di problemi societari, nel girone di ritorno viene smantellata quasi interamente la rosa a disposizione, eccezione fatta, tra i pochi, per il capitano Alfredo Meo. Il Sulmona si ritrova dunque con una nuova squadra, costruita tra l'altro con le poche risorse societarie disponibili, e sotto la guida del nuovo tecnico Pasquale Luiso, chiamato a sostituire Antonio Mecomonaco, non riuscirà a mantenere la categoria dopo aver perso i play-out con la corregionale Amiternina.
La partecipazione al campionato 2014-2015 resta in bilico per tutta l'estate, durante la quale il presidente Scelli palesa la propria intenzione a cedere la società. I mesi di luglio e agosto passano con continue notizie di possibili cambi societari, senza comunque arrivare ad una soluzione. La squadra è comunque iscritta al campionato d'eccellenza, ma i tifosi, esasperati dalle continue delusioni, decidono di rendersi indipendenti e fondano l'A.S.D. Ovidiana, società iscritta al campionato di terza categoria, con il motto "Sulmona ai sulmonesi".
Nonostante un notevole ritardo la stagione 2014-2015 parte ufficialmente il 4 settembre 2014, giorno del passaggio di consegne della società da Maurizio Scelli a Giovanni Di Girolamo (già Presidente del Sulmona Calcio dal 2002 al 2005 e titolare della catena di abbigliamento "Giosport"). La stagione termina con la retrocessione nel campionato di Promozione.

### Pro Sulmona Calcio 1921
Nell'estate 2015 a seguito dei continui problemi legati ai debiti pregressi delle vecchie gestioni la società non viene iscritta in Promozione, ma viene annunciata la fusione tra quest'ultima con l'A.S.D. Cerchio (iscritto in Promozione abruzzese) e il Real Sulmona (settore giovanile della zona) che danno vita alla Pro Sulmona Calcio 1921 che mantiene sede legale e struttura operativa nella città ovidiana. Questa fusione permette alla compagine biancorossa di mantenere la categoria e riavere a disposizione un settore giovanile a distanza di circa un trentennio dall'ultima volta. La carica di Presidente passa da Giovanni Di Girolamo alla consorte Elena Gigante. Il 31 Agosto 2016 la società Pro Sulmona Calcio 1921 rinuncia a prendere parte al campionato di Promozione Abruzzese 2016/2017. Al suo posto viene ripescata la società Virtus Ortona calcio 2008.

### La rifondazione del 2016
Il calcio a Sulmona non scompare, infatti a metà giugno del 2016, grazie alla fusione tra il Real Ofena (neopromossa in Promozione) e la Sulmonese Calcio da anni attiva nel settore giovanile, nasce una nuova società calcistica denominata Sulmonese Ofena che prenderà parte al campionato di Promozione Abruzzo girone b nella stagione 2016/2017. La nuova società giocherà le gare interne allo stadio Pallozzi di Sulmona e si pone in piena continuità sportiva e morale con il vecchio sodalizio biancorosso, denominato A.S.D. Sulmona Calcio 1921 e ancor prima Società Sportiva Sulmona Calcio 1921. Il campionato si conclude con un sesto posto. 
Nella stagione 2017/2018, sempre in Promozione, la Sulmonese Ofena cambia denominazione in A.S.D. Sulmona Calcio, il nuovo tecnico è Candido Di Felice già allenatore biancorosso per due stagioni dal 2007 al 2009 e autore di una promozione in Eccellenza e di una sfiorata in Serie D. Di Felice termina l'esperienza sulla panchina del Sulmona con l'esonero avvenuto il 18 febbraio 2018. Al suo posto subentra Sergio Lo Re ma la squadra non riesce a centrare i play off. Al termine del campionato arrivano le dimissioni del presidente Piergiorgio Schiavo.
La società inizia a lavorare per la fusione con l'A.S.D. Ovidiana senza calcolare però che essendo già stata oggetto di una fusione nel 2016 non può avvenirne un'altra se non sono trascorse almeno due stagioni sportive (articolo 20, comma 7, lettera C). Non si è proceduto più alla fusione ma al cambio di denominazione del Sulmona Calcio in "Ovidiana Sulmona" che ha assorbito la componente dell'Ovidiana, affidando la presidenza ad Oreste De Deo (fautore della nascita dell'Ovidiana).

## Colori e simboli

### Colori
I colori sociali del Sulmona Calcio sono il bianco e il rosso. Questi colori sono stati adottati anche nel periodo in cui la squadra era denominata San Nicola Sulmona.

### Stemma
Il primo stemma che si ricorda nella Sulmona calcistica è quello della Società Sportiva Sulmonese negli anni 20. Lo stemma rappresentava un'aquila, il logo comunale con la dicitura S.M.P.E. ("Sulmo Mihi Patria Est" - frase del poeta sulmonese Publio Ovidio Nasone) e la denominazione societaria.
Negli anni 90 uno tra gli stemmi più ricordati è quello che riprendeva il logo comunale posto sopra una forma ellittica con la denominazione della società scritta nella parte bassa della forma. Negli anni successivi risultava difficile trovare un'identità visiva al Sulmona Calcio in quanto era abitudine cambiare logo quasi ogni anno.
Uno degli stemmi più longevi è quello in uso dal 2011 al 2015, il quale era un semplice scudo gotico bianco con una linea verticale rossa sul lato sinistro e con al centro la scritta Sulmona Calcio 1921 divisa in 3 righe orizzontali. Nelle tre stagioni seguenti il logo è cambiato ogni anno, come le denominazioni della società, senza che alcuno di questi lasciasse il segno.
Nel 2018 con l'assorbimento della componente dell'Ovidiana viene utilizzato anche il logo di quest'ultima.
Lo stemma dell'Ovidiana Sulmona riprende per alcuni aspetti il logo utilizzato negli anni 90, infatti vediamo il logo comunale sopra una forma ellittica, nella parte sinistra della forma abbiamo delle foglie di alloro, mentre nella parte destra la denominazione A.S.D. Ovidiana.

## Strutture

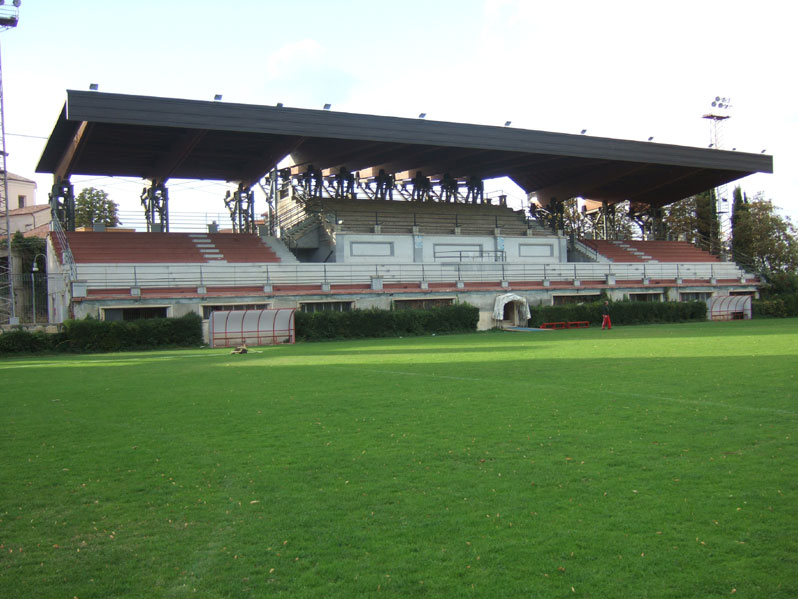
Lo stadio Francesco Pallozzi

### Stadio
Il Sulmona Calcio gioca le partite casalinghe nello Stadio Comunale "Francesco Pallozzi".
L'impianto è dotato di una tribuna coperta di 1.116 posti e di un settore distinti scoperto, riservato per la tifoseria ospite, di 295 posti; l'utenza complessiva è dunque di 1.411 spettatori. Il fondo è in erba sintetica.

## Allenatori e presidenti
| Allenatori - 1979-1980 Ermenegildo Valle - 1986-1988 Vincenzo Zucchini - 1989-1990 Renzo Rossi - 1990-1991 Aldo Ammazzalorso - 1991-1992 Eugenio Natale - 2001-2002 Luciano Di Marcantonio - 2002-2003 Giuseppe Donatelli - 2003-2006 Luciano Di Marcantonio - 2006-2008 Valdo Lerza - 2006-2007 Vittorio Petrella - 2007-2009 Candido Di Felice - 2009-2010 Luigino Pasciullo → Federico Bonomo → Mario Pulsone - 2010-2011 Orazio Di Loreto - 2011-2012 Joachim Spina → Fabrizio Cammarata - 2012-2013 Antonio Mecomonaco - 2013-2014 Antonio Mecomonaco → Pasquale Luiso - 2014-2015 Emidio Oddi → Luciano Di Marcantonio → Antonio Antonucci - 2015-2016 Roberto Cau - 2016-2017 Tiziano D'Ortenzio → Gabriele Scandurra - 2017-2018 Candido Di Felice → Sergio Lo Re - 2018-2019 Joachim Spina → Sergio Lo Re → Cesidio Del Beato - 2019-2020 Candido Di Felice → Pietro Cardilli - 2020-2022 Aldo Di Corcia - 2022-2023 Alberto Bernardi → Antonio Mecomonaco - 2023 - 2025 Antonio Mecomonaco → Gianluca Casanova - 2025 - oggi Gianluca Casanova | Presidenti - 2001-2002 Pino Russo - 2002-2005 Giovanni Di Girolamo - 2005-2008 Gino Presutti - 2005-2009 Francesco Salvatore - 2009-2010 Lorenzo Fusco - 2010-2011 Marco Barbieri - 2011-2014 Maurizio Scelli - 2014-2015 Giovanni Di Girolamo - 2015-2016 Elena Gigante - 2016-2018 Piergiorgio Schiavo - 2018- oggi Oreste De Deo |

## Palmarès

### Competizioni nazionali
- Campionato Interregionale: 1

1991-1992

### Competizioni regionali
- Seconda Divisione: 1

1933-1934
- Prima Divisione: 2

1945-1946, 1949-1950
- Promozione: 4

1952-1953, 1970-1971, 1977-1978, 1986-1987
- Eccellenza: 1

2012-2013
- Coppa Italia Dilettanti Abruzzo: 1

2011-2012

### Competizioni giovanili
- Campionato nazionale Dante Berretti: 1

1979-1980 (torneo Serie D)

## Statistiche e record

### Partecipazioni ai campionati nazionali
| Livello | Categoria       | Partecipazioni | Debutto   | Ultima stagione | Totale |
| ------- | --------------- | -------------- | --------- | --------------- | ------ |
| 3º      | Prima Divisione | 1              | 1934-1935 | 1934-1935       | 3      |
| 3º      | Serie C         | 2              | 1946-1947 | 1947-1948       | 3      |
| 4º      | Promozione      | 3              | 1948-1949 | 1951-1952       | 16     |
| 4º      | IV Serie        | 1              | 1953-1954 | 1953-1954       | 16     |
| 4º      | Serie D         | 12             | 1959-1960 | 1976-1977       | 16     |
| 5º      | Serie D         | 3              | 1978-1979 | 2013-2014       | 12     |
| 5º      | Interregionale  | 6              | 1981-1982 | 1991-1992       | 12     |
| 5º      | CND             | 3              | 1992-1993 | 1994-1995       | 12     |

## Tifoseria

### Storia
Attualmente non è presente un gruppo organizzato, la tifoseria è stata rappresentata fino al 2021 dagli SS Sulmona Ultras scioltisi ad ottobre 2021, in passato è stato attivo il gruppo Brigate Biancorosse fondato negli anni '70 e sciolto nel 2012.
Dopo l'ennesima estate rovente a livello societario, il 22 agosto 2014, la tifoseria prende la decisione di fondare una squadra propria in Terza Categoria chiamata A.S.D. Ovidiana e non seguire più il Sulmona Calcio. Nel 2018 il Sulmona Calcio, con l'assorbimento da parte dell'Ovidiana e il seguente cambio di denominazione in Ovidiana Sulmona, torna ad avere il supporto della parte più calda dei propri tifosi.